# 大泉荘 (出羽国)
大泉荘（大泉庄、おおいずみのしょう）は、出羽国田川郡にあった荘園。現在の山形県鶴岡市の赤川流域一帯に存在した。後白河院から持明院統に伝わった長講堂領（皇室領）のうちの一つで、庄内地方の名前の由来となった荘園である。武藤氏（大宝寺氏）や上杉氏が地頭を勤めた。

## 概要
長講堂領の一つであり、奥羽地方（現在の東北地方）では唯一の長講堂領である。建久2年10月付の長講堂領目録における記載が初見であるが、それ以前に後白河院領として立荘していた可能性が高い。応永14年付の長講堂領目録の中にも見えることから、後白河院から宣陽門院に相続され、持明院統の後深草院に伝領して以降、称光天皇の在位期間である応永14年頃まで、持明院統（北朝）の所領として長く存続したと見られる。
奥州藤原氏の滅亡後の文治5年（1189年）、源頼朝の家臣である武藤資頼が大泉荘の地頭に任命され、以降武藤氏（大宝寺氏）が大泉荘の地頭となり庄内地方で勢力を振るったが、南北朝時代以降は上杉氏が地頭となる。また、先述の通り大泉荘は持明院統、すなわち北朝天皇家の所領であったが、荘域内の「藤嶋城」は南朝勢力の拠点となっている。
応永14年の長講堂領目録によれば、大泉荘の本家への年貢はもともと「砂金百両、御馬二疋」であったが、「近来」は「国絹二百疋」であるという。大石直正は、大泉荘が存在する出羽国沿岸部で金や馬が産出されるとは考えられないため、年貢の納入に奥州藤原氏の関連を指摘しているが、布谷陽子は、「砂金百両、御馬二疋」は鎌倉時代中期の年貢であり、「国絹二百疋」は応永14年頃の年貢であると推測し、奥州藤原氏との関係性を否定している。

## 備考
- 近世の田川郡・飽海郡にあたる地域を「庄内地方」と呼ぶ[8]。「庄内」の名は大泉荘に由来すると説明されるが[1][注釈 1]、この地域一帯を指す名称として「庄内」の使用が確認されるのは戦国期の天正年間という[8]。この時期、大泉荘の地頭であった武藤氏（大宝寺氏）が、この地域一帯の所領化を進めた結果、大泉荘の範囲を超えて地域一帯が「庄内」と呼ばれるようになったと見られる[8]。たとえば、庄内地方には庄内町という自治体が存在するが、その町域はかつての大泉荘の領域からは外れている。
- 戊辰戦争後の明治2年（1869年）9月	、庄内藩は「大泉藩」に改称した[10]。明治4年（1871年）7月の廃藩置県により大泉県となるが、同年11月には酒田県（第2次）に編入された[11]。